# 澳門半島西線
西線（另稱：內港線、西北線）是澳門輕軌一條遠期規劃的路線，連接澳門半島關閘和媽閣，途經林茂塘、沙梨頭和內港等一帶，同時在青茂站分出一條支線往返北區市民運動公園。
有關路線早在2008年以澳門輕軌系統第二期（西北線）名義提出，期後進行可行性研究和公開咨詢，於2010年公佈初步方案報告；2013年至2014年，澳門半島線（即澳門輕軌第一期澳門半島段）於皇朝區和黑沙環段走線先後引起社會的爭議，在走線鄰近的居民抗議下，2016年起澳門半島的輕軌路線陷入規劃停滯的狀態。
2022年5月下旬，澳門政府於《澳門陸路整體交通運輸規劃(2021-2030)》草案中重新提出，稱為西線，並指出可先興建局部關閘至林茂塘段，全長2.2公里。運輸工務司司長羅立文則表示，由於當時政府已有工程量大，導致西線未能計劃在2030年前作出興建，作為遠期規劃之路線。社會人士亦建議本線建設需要配合澳門半島西岸治水工程建設作綜合考慮和探討。
2024年9月，西延青洲線（即關閘站至青茂站）正式開始前期研究，並預留條件延伸至筷子基；2025年6月正式提出另設支線連接青茂至北區市民運動公園。

## 歷史

### 《澳門輕軌第二期可行性研究》
2008年7月下旬至8月中旬，運輸基建辦公室對參與澳門輕軌系統第二期可行性研究服務進行公開競投。當時本線以澳門輕軌第二期及西北線名義方式規劃，計劃主要連接關閘、西北區、內港和媽閣，並與第一期路線（即澳門半島線）連接形成環線。
2008年8月20日，運輸基建辦公室就澳門輕軌系統第二期可行性研究的諮詢競投招標收到三份標書。其後進行第一階段開標，三份參與競投的標書，兩份被接納，一份被有條件接納。該年9月，進行第二階段開標程序。
2009年5月9日至7月9日，運輸基建辦公室展開澳門輕軌系統第二期可行性研究初步方案的諮詢工作，根據顧問公司提出三個概念方案，分別是內港地底方案、沿岸高架方案和沿港隧道方案。
2010年12月，運輸基建辦公室就「澳門輕軌系統第二期可行性研究」初步方案公眾諮詢期間所收集之意見。超過150人次曾於諮詢活動上發表意見，透過信函和電郵提供的書面建議則有接近150份。另外，運建辦還委託學術機構進行問卷調查，訪問了1805人，了解二期沿線市民重點關注的問題，其後下一步將透過整體性的規劃協調工作，結合調整輕軌二期進行深化研究，更全面地對內港區及舊城區綜合城市發展及交通佈局進行考慮。

### 規劃停滯
2013年至2014年，澳門半島線（即澳門輕軌第一期澳門半島段）於皇朝區和黑沙環段走線先後引起社會的爭議，引起走線鄰近的居民抗議，亦有部分立法會議員要求停建澳門輕軌澳門半島段，導致於2016年起輕軌澳門半島段（澳門半島線和本線）陷入規劃停滯的狀態。
自輕軌二期方案諮詢完結後，造價、通車時間等一改再改，引起時任立法會議員批評，更形容二期計劃消聲匿跡。時任運輸工務司司長劉仕堯於2014年2月表示，已在媽閣站預留空間連接第二期路線，另外為配合粵澳新通道（青茂口岸）的興建將輕軌澳門半島線延伸至青洲站，而第二期路線規劃則需配合內港區中區患整治等工作結合。
2017年8月23日，超強颱風天鴿重創澳門，造成嚴重破壞和人命傷亡，隨後澳門特別行政區政府於2018年4月公佈多項防治重大災害應對措施，包括開展內港雨水泵房及雨水涵箱渠建造工程，又會加裝活動式擋潮閘，其設計標準足以應對二百年一遇的洪水。2018年5月，有學者於報章再度提及輕軌二期概念方案，其中“沿岸高架”及“沿港隧道”方案將內港防洪問題一併考慮，“沿岸高架”方案提出的防洪構思與現在特區政府提出的擋潮閘構思類似，就是利用高架橋墩作為連接點，興建活動式擋潮閘，遇事時可啟動。“沿港隧道”方案的防洪構思與特區政府計劃於內港新建雨水泵站及配套截流箱涵的想法有更多相同之處。
2020年9月，政府提出興建輕軌東線，至於本線規劃方面，澳門輕軌股份有限公司表示，輕軌的內港走線早年政府曾就此研究並提出過方案，當時社會共識是希望能將之與內港水患處理一併考慮，故暫時難以「獨善其身」、只以一條輕軌去考慮和建設。而在同年公佈的總體城市規劃草案中，沒有提及興建本線。

### 輕軌東線西延青茂
2022年5月24日，政府就《澳門陸路整體交通運輸規劃（2021-2030）》舉行公開咨詢，當中重提研究由媽閣到關閘的輕軌西線規劃，倡可先興建關閘至林茂塘段，全長2.2公里。
2024年9月，公共建設局網站更新資料，輕軌東線西延段工程有多個項目直接判給，包括「輕軌東線西延青茂口岸盾構隧道設計連建造工程 - 項目管理及技術援助服務」直接判給廣州地鐵工程咨詢有限公司，金額為4,678萬元；「輕軌東線西延青茂口岸盾構隧道設計連建造工程 - 工料測量服務」直接判給「利比澳門有限公司」；「輕軌東線西延段（至青洲站）工程可行性研究」直接判給「中鐵大橋勘測設計院集團有限公司澳門分公司」。公共建設局表示，由於本延伸段使用隧道鑽挖機施工，沿線地質情況複雜，技術難度高，且隧道與ES1站連接，因此需與東線進行協調。故此將隧道部分開展前期研究。
2024年11月，《二○二四年財政年度政府工作總結》中提到特區政府正爭取東線2029年通車時能延伸至青茂口岸，及預留條件連接市民運動公園或探討通往筷子基北灣方向的可行性。
2025年2月20日，運輸工務司司長譚偉文出席澳門立法會議員質詢時回應：「我哋有決心發展下去」，政府會在興建東線的同時，亦需開展西線重新布局的可行性研究。因為對比以往的研究，現時有很多變化，需及時更新，政府會適時推動有關工作。 公共建設局於2025年3月回覆澳門立法會議員書面質詢時表示，輕軌西線線路較長，該階段先將原本的輕軌東線西延至青茂口岸，倘青茂口岸再往西延伸將會經過內港及其他舊區，現場環境更為複雜，故須作進一步深入研究。
2025年7月7日，澳門特別行政區第六屆政府運輸工務司司長譚偉文表示，將探討輕軌西線結合內港防洪工程的可行性。

## 走線

### 《澳門輕軌系統第二期可行性研究初步方案》時期
2009年，運輸基建辦公室對澳門輕軌系統第二期可行性研究初步方案提出三個概念方案，以架空或隧道方式從澳門半島西側連接關閘和媽閣，令輕軌系統在澳門半島形成環線。三個方案包括內港地底方案、沿岸高架方案和沿港隧道方案。三個方案均預留支線連接至青洲區內。
- 內港地底方案：於關閘站開始與第一期連接，經何賢紳士大馬路、白朗古將軍馬路至青洲站，在離開青洲站後於澳門逸園賽狗場附近過渡至地底，以地底方式途經提督馬路、沙梨頭海邊街、巴素打爾古街、火船頭街、河邊新街，最後抵達媽閣站與第一期連接。
- 沿岸高架方案：於關閘站開始與第一期連接，經何賢紳士大馬路、白朗古將軍馬路至青洲站，後以高架方式繼續沿線途經白朗古將軍大馬路、沙梨頭海邊大馬路、爹美刁施拿地大馬路、巴素打爾古街、火船頭街，經河邊新街或比厘喇馬忌士街並過渡至地底，最後抵達媽閣站與第一期連接。
- 沿港隧道方案：於關閘站開始與第一期連接，在何賢紳士大馬路上設青洲站，在離開青洲站後於筷子基北灣附近過渡至地底，於蘭花前地附近設紅街市站，不設筷子基站，右轉轉入沙梨頭海邊大馬路，在抵達水上街市站由地底隧道轉為沿港隧道，由內港碼頭西北至西南一帶設三個車站，最後抵達媽閣站與第一期連接。

### 西線時期
2022年，澳門特別行政區政府公佈的《澳門陸路整體交通運輸規劃（2021-2030）》上，本線屬於遠期規劃。至於走線方面選擇高架或地底，有社會人士指出需要配合澳門半島西岸治水工程方面建設作綜合考慮和探討。
2025年4月30日，澳門特別行政區第六屆政府運輸工務司舉行其領域施政辯論，包括重點規劃西線，初步擬定由青茂站延伸至筷子基，再經內港到媽閣。
2025年6月21日，澳門特別行政區第六屆政府運輸工務司司長譚偉文透露，除了將青茂站延伸至筷子基外，另設一條支線延伸至蓮峰體育中心（市民運動公園）的外圍。

## 車站
輕軌二期原規劃設有8或9個車站，沿港隧道方案不設位於白朗古將軍大馬路內的筷子基站，並在青洲站設有青洲支線。2020年重提的西線則未有確定走線或設站。
原屬西線的關閘至青洲段現在以東線的西延青洲線名義興建，目前已在規劃當中並確定兩站均爲地下站。
2017年重建完成的沙梨頭街市，於一樓預留平台作為輕軌站或交通樞紐的接駁點，而鄰近火船頭街及巴素打爾古街的一幅商業及旅遊娛樂土地則於土地上預留“缺口”（空間）作為選線、選址、站點可行性研究。
下表列出所有興建方案的車站位置（內港地底方案、沿岸高架方案、沿港隧道方案簡稱爲地底方案、高架方案、隧道方案）：
| 編號                                              | 車站名稱   | 車站名稱          | 車站名稱         | 所在區域     | 轉乘路線                        | 狀態                     | 車站位置                                                                                                   | 車站形式                      |
| 編號                                              | 中文       | 葡文              | 英文             | 所在區域     | 轉乘路線                        | 狀態                     | 車站位置                                                                                                   | 車站形式                      |
| ------------------------------------------------- | ---------- | ----------------- | ---------------- | ------------ | ------------------------------- | ------------------------ | --- | ----------------------------- |
| 西線                                              |            |                   |                  |              |                                 |                          | |                               |
| ↑與 █ 東線直通運行至氹仔碼頭並與 █ 氹仔線形成環線 |            |                   |                  |              |                                 |                          | |                               |
| ES1                                               | 關閘       | Portas do Cerco   | Border Gate      | 花地瑪堂區   | █ 東線（直通運行）              | 興建中                   | 興建方案：關閘廣場東面水底 原方案：關閘廣場西側上落客區                                                    | 地下 （原規劃爲架空）         |
| ES0                                               | 青洲       | Ilha Verde        | Ilha Verde       | 花地瑪堂區   | █ 東線市民運動公園支線 青洲支線 | 規劃中 （ █ 西延青洲線） | 興建方案：青茂口岸行人天橋北側地底 原地底及高架方案：民署花圃 原隧道方案：澳北變電站                       | 地下 （原規劃爲架空）         |
|                                                   | 筷子基     | Fai Chi Kei       | Fai Chi Kei      | 花地瑪堂區   |                                 | 遠期規劃                 | 地底及高架方案：白朗古將軍馬路狗場附近 隧道方案不設此站                                                    | 地底方案：地下 高架方案：架空 |
|                                                   | 紅街市     | Mercado Vermelho  | Mercado Vermelho | 聖安多尼堂區 |                                 | 遠期規劃                 | 地底方案：提督馬路和道咩卑利士街交界 高架方案：沙梨頭海邊馬路和沙梨頭南街交界 隧道方案：聖瑪大肋納學校南側 | 地下 高架方案：架空           |
|                                                   | 水上街市   | Mercado do Patane | Patane Market    | 聖安多尼堂區 |                                 | 遠期規劃                 | 地底方案：提督馬路和林茂海邊大馬路交界東側 高架及隧道方案：沙梨頭海邊大馬路和林茂海邊大馬路交界東側        | 地下 高架方案：架空           |
|                                                   | 十六號碼頭 | Ponte 16          | Ponte 16         | 聖安多尼堂區 |                                 | 遠期規劃                 | 地底方案：十六浦正門附近 高架方案：十六浦和栢港停車場附近 隧道方案：十六浦後方西南側                       | 地下 高架方案：架空           |
|                                                   | 司打口     | Ponte Horta       | Ponte Horta      | 風順堂區     |                                 | 遠期規劃                 | 地底及高架方案：司打口總站附近 隧道方案：南舢舨碼頭附近                                                    | 地下 高架方案：架空           |
|                                                   | 下環       | Praia Manduco     | Praia Manduco    | 風順堂區     |                                 | 遠期規劃                 | 地底方案：河邊新街和貨倉巷交界 高架方案：河邊新街和貨倉巷交界或5號碼頭貨倉 隧道方案：5號碼頭附近           | 地下 高架方案：地下或架空     |
| 12                                                | 媽閣       | Barra             | Barra            | 風順堂區     | █ 氹仔線（直通運行）            | 營運中                   | 舊媽閣政府船塢西南側                                                                                       | 地下                          |
| ↓與 █ 氹仔線直通運行至氹仔碼頭並與 █ 東線形成環線 |            |                   |                  |              |                                 |                          | |                               |

## 列車
- 三菱重工濱海巡航列車（Ocean Cruiser）

## 相關建議和反應
自運輸工務司重新提出本線作遠期規劃，有不同社會人士均認為提前興建輕軌西線。交通事務局局長林衍新於2022年5月24日出席《澳門陸路整體交通運輸規劃(2021-2030)》草案公開咨詢新聞發佈會上主動提及西線，又提到若沒有興建西線，由關閘乘搭輕軌至媽閣的話，需經過氹仔才能抵達，路程超過20公里。西線車站覆蓋居住人口約25萬，日均客量預計增長10.5萬人次。交通咨詢委員會亦有衆多委員提出儘快興建西線，但林衍新表明西線的興建不是簡單的事項，需先收集社會意見，也要考慮財政人力等。
2022年9月下旬，工程師學會副理事長周子鍵表示，輕軌東線的西延青洲線連通關閘和青茂兩個陸路口岸，若興建西線則能與東線交匯，與氹仔線形成環線，提升效益兼有效疏導人流。 建造商會理事長羅志昌建議在興建東線建設同時加快本線規劃，而內港部分路線走向可能涉及航道及填海相關問題，需要與廣東省和中央人民政府協調。
2023年2月中旬，有團體舉辦研討會探討。主講者中鐵第四勘察設計院高級工程師何瑞表示，澳門陸地面積有限，需要從地下入手。輕軌站可與該區改造同時進行，可同時具備車站、防洪、蓄水和交通等功能。例如地下一層為輕軌層，地下二層為交通層，地下三層部分為停車場和蓄水池，地下四層全為蓄水池，而地面層可建停車場或自由波地等。本線由於涉及媽閣至內港一帶水患問題，因此研究在地下車站設置蓄水和排水池，能一定程度上減少水浸發生。他提到，西線部分車站可能需要局部填海，而部分車站則可使用隧道挖掘機興建。
2023年2月20日，工程界澳門立法會議員梁鴻細建議借輕軌東線建設工程爲契機，著緊研究輕軌西線建設，並結合治水、填海、改善經濟方案，藉西線的興建解決多重問題。
2023年5月，澳門城區發展促進會會長蕭頌銘建議將澳門內港碼頭活化改造並興建休閒綠化帶，包括在外層興建防洪堤壩，堤壩底部建蓄水涵箱。堤壩的地面行車，成為內港外環幹道；中層建設輕軌西線；頂層供市民及遊客觀光，堤壩向海部分仍可停泊船隻，更可按需要建立各種親水設施，供碼頭、航運及旅遊休閒之用。
2023年12月8日，輕軌媽閣線正式通車。前交通諮詢委員會委員高冠鵬認為輕軌延長線為旅客提供直達路氹城酒店區的交通，連接媽閣交通樞紐透過多條接駁巴士路線往返澳門半島其他景點；並建議啟動西線連接起來的計劃，形成一個連貫的環形線路，將大大提高輕軌系統的效益。
2024年9月28日，2024年澳門特別行政區行政長官選舉唯一參選人岑浩輝被傳媒問及公共交通問題時表示，將來輕軌東線完成興建連通青茂口岸後，下一步應思考規劃連接林茂塘、下環、媽閣，甚至研究規劃到嘉樂庇總督大橋澳門半島出口。。
2024年12月1日，澳門特別行政區第六屆政府候任運輸工務司司長譚偉文表示要加強輕軌建設，會在輕軌東線西延青茂基礎上探討輕軌延伸至澳門一些核心區域，解決塞車問題。